# 1953年のル・マン24時間レース

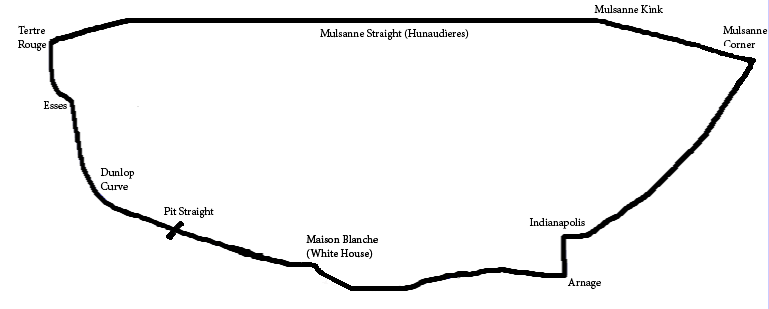
1953年のコース

1953年のル・マン24時間レース（24 Heures du Mans 1953 ）は、21回目のル・マン24時間レースであり、1953年6月13日から6月14日にかけてフランスのサルト・サーキットで行われた。

## 概要
1952年のル・マン24時間レースでピエール・ルヴェーが24時間一人で走り切ろうとしたのが危険だったため、この年から「最長受け持ち時間は連続80周、操縦時間の総計は14時間以内」とルールが決められ、一人で24時間走ることは許されなくなった。
メルセデス・ベンツは参加しなかった。
タルボはルヴェーを含む4台の車両を投入した。
出走したのは60台。
完走したのは26台。
ルヴェー/シャルル・ポッツィ（Charles Pozzi ）組はタルボでは唯一完走し8位。前年なら楽勝で優勝できるペースであった。
トニー・ロルト（Tony Rolt ）/ダンカン・ハミルトン（Duncan Hamilton ）組のジャガー・Cタイプ、18号車が24時間で4088.064kmを平均速度170.336km/hで走って優勝し、2位もスターリング・モス/ペーター・ウォーカー（Peter Walker ）組のジャガー・Cタイプ17号車。